# 滝沢沙織
滝沢 沙織（たきざわ さおり、1981年7月7日 - ）は、日本の女優。長野県中野市生まれ、松本市育ち。武蔵工業大学付属信州工業高等学校（現・東京都市大学塩尻高等学校）卒業。
所属事務所はアデッソ → ピーチ → ケイダッシュグループのパールダッシュ → クレール。

## 来歴
中学生の頃に母親とのお喋りがきっかけで、「可愛い服が着られそう」という軽い気持ちからモデルを志し、松本から片道3時間かけて自費で通いだしオーディション等に参加した。その頃父親も快諾してくれたという。
1998年の高校在学中、1999年度ユニチカ水着キャンペーンガールに選出される。2000年にはミス・ユニバース・ジャパンに出場し、第3位となる。
芸能界に入った当初はモデルとして活動していたが、2002年から本格的に女優活動を開始する。
2004年1月期の『プライド』から2009年7月期の『コールセンターの恋人』まで、連続テレビドラマに23クール連続でレギュラー出演した。これは内藤剛志が持つ27クール連続出演に次ぐ記録である。
ドラマではMMJが制作した作品への起用が多く、その縁で高橋克典、永井大、小泉孝太郎、井上和香、三浦理恵子らと共演することがある。

## 人物

### 趣味・特技
趣味はミニチュア香水集め、友達とのお喋り、レコードプレイ（DJ）、野菜の栽培。
特技はバスケットボール、ビリヤード、ゴルフ。バスケットボールは中学生時代に2年程経験があり、長野県の選抜大会の出場経験がある。
整理整頓好きで潔癖症。「整理整頓がやめられない」という程である。

### 家族
実家は仕出し弁当屋をしている。弟が一人いる。母親は自身が小学四年生の頃から中学三年生の頃までに入退院を繰り返した末に死去。死後になってから癌と明かされたという。

### エピソード
2007年3月5日放送の『浜ちゃんと!』で茹で餃子を作り、浜田雅功と木村祐一の合計評価が20点中15点以上なら特技：料理、14点以下なら不得意：料理とするというルールだったが、丁度14点だったため料理が不得意ということをプロフィールに載せることになった。しかし、料理を作る事は大好き。

### 交友関係
井上和香とは毎日よく遊ぶ程の親友で、その他には押切もえ、村上知子、ドラマで共演した山田優、松下奈緒、観月ありさ、国仲涼子、白石美帆とは友達である。
片瀬那奈とも親友であり、2022年以降互いの地元や実家を行き来する様子をそれぞれのYouTubeチャンネルで頻繁に公開していた、また片瀬は滝沢の父とも仲が良く、『あつまれ どうぶつの森』仲間でもある。

## 出演

### テレビドラマ
- ビューティ7（2001年7月 - 9月、日本テレビ）
- ショムニ FINAL（2002年7月 - 9月、フジテレビ） - 上村麗香 役
- 温泉へ行こう3（2002年4月11日、TBS） - 客 役
- 精霊流し〜あなたを忘れない〜（2002年11月 - 12月、NHK総合） - 木下徳恵 役
- いつもふたりで（2003年1月 - 3月、フジテレビ） - 竹内めぐみ 役
- 恋は戦い!（2003年1月 - 3月、テレビ朝日） - 浅野理絵 役
- 笑顔の法則（2003年4月 - 6月、TBS） - 鴨川さつき 役
- クニミツの政（2003年7月 - 9月、関西テレビ/フジテレビ） - 由貴 役
- プライド（2004年1月 - 3月、フジテレビ） - 園田冴子 役
- アットホーム・ダッド（2004年4月 - 6月、関西テレビ/フジテレビ） - 倉本冴子 役
- バツ彼（2004年7月 - 9月、TBS） - 藤井真奈美 役
- ああ探偵事務所（2004年9月10日、テレビ朝日） - 橘美沙子 役
- アットホーム・ダッド スペシャル（2004年9月28日、関西テレビ/フジテレビ） - 倉本冴子 役
- ミステリー民俗学者 八雲樹（2004年10月 - 12月、テレビ朝日） - 瀧村万智子 役
- 特命係長 只野仁 リターンズ 女弁護士の秘密を暴け!（2004年12月22日、テレビ朝日）
- みんな昔は子供だった（2005年1月 - 3月、関西テレビ/フジテレビ） - 中村美紀恵 役
- 恋におちたら〜僕の成功の秘密〜（2005年4月 - 6月、フジテレビ） - 藤井裕美 役
- 幸せになりたい!（2005年7月 - 9月、TBS） - アキ 役
- 土曜ワイド劇場 炎の警備隊長・五十嵐杜夫（2005年7月16日、テレビ朝日） - 田宮香織 役
- 鬼嫁日記（2005年10月 - 12月、関西テレビ/フジテレビ） - 大沢冴子 役
- 月曜ミステリー劇場 ムコ入り刑事 高山家・明の事件ファイル（2005年12月12日、TBS） - 高山千代子 役
- ガチバカ!（2006年1月 - 3月、TBS） - 川上香 役
- ドラマ・コンプレックス 時代屋の女房（2006年2月14日、日本テレビ） - ユキ 役
- ブスの瞳に恋してる（2006年4月 - 6月、関西テレビ/フジテレビ） - 寺島弥生 役
- 恋愛小説 「十八の夏」（2006年7月17日、TBS）
- 黒い太陽（2006年7月 - 9月、テレビ朝日） - 奈緒 役
- アンナさんのおまめ（2006年10月 - 12月、テレビ朝日） - 神野亜紀 役
- 火曜ドラマゴールド 検事 霞夕子（2006年11月7日、日本テレビ） - 大賀八千代 役
- ブスの瞳に恋してる 恋の軌跡、愛の未来スペシャル〜初めてのクリスマス・エビちゃんの逆襲〜（2006年12月26日、関西テレビ/フジテレビ） - 寺島弥生 役
- ヒミツの花園（2007年1月 - 3月、関西テレビ/フジテレビ） - 美那絵 役
- 花嫁とパパ（2007年4月 - 6月、フジテレビ） - 岡崎安奈 役
- 女帝（2007年7月 - 9月、朝日放送/テレビ朝日） - エリ 役
- 黒い太陽 '07スペシャル（2007年9月21日、テレビ朝日） - 奈緒 役
- オトコの子育て（2007年10月 - 12月、朝日放送/テレビ朝日） - 坂口恵美 役
- 松本清張 点と線（2007年11月24日 - 25日、テレビ朝日） - 喫茶店の給女 役
- ハチミツとクローバー（2008年1月 - 3月、フジテレビ） - 勅使河原美和子 役
- 7人の女弁護士 第2シリーズ（2008年4月 - 6月、テレビ朝日） - 中村早紀 役
- 正義の味方（2008年7月 - 9月、日本テレビ） - 山下ミドリ 役
- ウォーキン☆バタフライ（2008年7月 - 9月、テレビ東京） - 水野樹 役
- SCANDAL（2008年10月 - 12月、TBS） - 浮田夏子 役
- 歌のおにいさん（2009年1月 - 3月、テレビ朝日） - 清水さやか 役
- 魔女裁判（2009年4月 - 7月、フジテレビ） - 水島真紀子 役
- LOVE GAME（2009年5月28日、読売テレビ/日本テレビ） - 岩見沢さなえ 役
- コールセンターの恋人（2009年7月 - 9月、朝日放送/テレビ朝日） - 近藤渚 役
- PureBoys The Pure（ドラマ/MISSION）（2009年10月 - 12月、BSフジ） - 美崎塔子 役
- まっすぐな男（2010年1月 - 3月、関西テレビ/フジテレビ） - 森岡久美 役
- 女帝 薫子（2010年4月 - 6月、テレビ朝日） - 玲 役
- ギルティ 悪魔と契約した女（2010年10月 - 12月、関西テレビ/フジテレビ） - 矢部彩乃 役
- 金曜プレステージ 西村京太郎サスペンス 「十津川刑事の肖像3 危険な判決」（2010年10月15日、フジテレビ） - 島野篤子 役
- FACE MAKER（2010年11月11日、読売テレビ/日本テレビ） - 山科麗奈 役
- 新春ワイド時代劇 戦国疾風伝 二人の軍師 秀吉に天下を獲らせた男たち（2011年1月2日、テレビ東京） - お市の方 役
- 悪党〜重犯罪捜査班（2011年1月 - 3月、朝日放送/テレビ朝日） - 森川明日香 役
- マルモのおきて（2011年4月 - 6月、フジテレビ） - 牧村かな 役
- 華和家の四姉妹（2011年8月21日、TBS） - 翔子 役
- バラ色の聖戦（2011年9月 - 10月、テレビ朝日） - 田宮茜子 役
- マルモのおきてスペシャル（2011年10月9日、フジテレビ） - 牧村かな 役
- DOCTORS〜最強の名医〜（2011年10月 - 12月、テレビ朝日） - 渋谷翔子 役
  - ドラマスペシャル DOCTORS 〜最強の名医〜（2013年6月1日）
  - DOCTORS2 〜最強の名医〜（2013年7月 - 9月）
  - 新春ドラマスペシャル DOCTORS 〜最強の名医〜 2015（2015年1月4日）
  - DOCTORS3 〜最強の名医〜（2015年1月 - 3月）
- 世にも奇妙な物語 2012年 春の特別編 「ワタ毛男」（2012年4月21日、フジテレビ） - 一瀬和佳奈 役
- GTO （2012年7月3日 - 9月11日、関西テレビ/フジテレビ） - 森高尚子 役
  - GTO 秋も鬼暴れスペシャル（2012年10月2日）
  - GTO 正月スペシャル! 冬休みも熱血授業だ（2013年1月2日）
  - GTO 完結編 〜さらば鬼塚! 卒業スペシャル〜（2013年4月2日）
- 月曜ゴールデン 財務捜査官 雨宮瑠璃子7（2012年7月30日、TBS） - 徳永美鈴 役
- 赤川次郎原作 毒<ポイズン>（2012年10月11日、読売テレビ/日本テレビ） - 安藤沙織 役
- 連続ドラマW 天の方舟（2012年12月 - 2013年1月、WOWOW）
- 水曜ミステリー9 西村京太郎サスペンス「トラベルライター青木亜木子」（2013年2月20日、テレビ東京） - 旭楓 役
- ラスト♡シンデレラ（2013年4月 - 6月、フジテレビ） - 松尾のぞみ 役
- 月曜ゴールデン 信濃のコロンボ〜死者の木霊〜（2013年10月7日、TBS） - 浜野理恵 役
- Dr.DMAT（2014年1月 - 3月、TBS） - 水野幸子 役
- もこみちのMIDNIGHT KITCHEN（2014年3月14日、日本テレビ）
- ドラマスペシャル 刑事（2014年3月26日、テレビ東京） - 村沢雅美 役
- 女はそれを許さない（2014年10月28日、TBS） - 池田志帆 役
- 水曜ミステリー9 トカゲの女 警視庁特殊犯罪バイク班（2014年11月26日、テレビ東京） - 片桐七海 役
- 新春ワイド時代劇 大江戸捜査網2015〜隠密同心、悪を斬る!（2015年1月2日、テレビ東京） - 五十鈴屋の女将 役
- 名古屋行き最終列車 第3弾 第4夜（2015年2月5日、名古屋テレビ） - 児島美佳 役
- 水曜ミステリー9 犯罪科学分析室 電子の標的（2015年5月13日、テレビ東京） - 細田ゆみえ 役
- 37.5℃の涙（2015年7月 - 9月、TBS） - 篠原久美子 役
- 土曜ワイド劇場 広域警察（2016年2月20日、朝日放送/テレビ朝日） - 本条恵美 役
- マネーの天使〜あなたのお金、取り戻します!〜 第10話（2016年3月10日、読売テレビ/日本テレビ） - 平野真理奈 役
- 朝が来る（2016年6月 - 7月、東海テレビ/フジテレビ） - 星野理沙 役
- ドラマスペシャル 巨悪は眠らせない 特捜検事の逆襲（2016年10月5日、テレビ東京） - 藤山あゆみ 役
  - 巨悪は眠らせない 特捜検事の標的（2017年10月4日）
- メディカルチーム レディ・ダ・ヴィンチの診断（2016年10月 - 12月、関西テレビ/フジテレビ） - 植松結衣 役
- マッサージ探偵ジョー 第4話 (2017年4月30日、テレビ東京） - 鷹取希恵 役
- 科捜研の女SEASON18 第5話（2018年11月22日、テレビ朝日） - 栗山彩子 役
- トレース〜科捜研の男〜 第5話 (2019年2月4日、フジテレビ） - 海東奈津美 役
- 連続ドラマW 坂の途中の家（2019年春、WOWOW） - 池上実千花 役

### バラエティ番組他
- 恋するハニカミ!（2003年 - 2004年）アシスタント
- LOVE x GOLF（テレビ東京、2007年10月 - 2008年3月）MC
- 超V.I.P.（1998年）
- はねるのトびら（2007年5月16日『オシャレ魔女 アブandチェンジ』、2008年2月13日『豚地クリニック』、2010年1月26日『Go!Go!やや嵐』）
- なでしこゴルフ（フジテレビ、2009年3月16日）
- BS1 NEXTウィークリー（NHK BS1、2011年4月 - 2012年3月）
- にっぽん原風景紀行（大分県竹田市・杵築市、2011年11月）（京都府美山町・宮津市、2013年4月）（BSジャパン）
- 晴れ、ときどきファーム!（NHK BSプレミアム、2013年4月5日 - 2023年3月28日、プロローグ：2013年3月28、29日）
- ひるブラ（NHK総合テレビ、不定期）

### 映画
- 海ビデオ 海の記憶とビデオの記録（2001年、インターネットムービー『うっぷす』）
- 新・仁義なき戦い/謀殺（2003年、東映）
- 偶然にも最悪な少年（2003年、東映）
- ゴーストシャウト（2004年、MMJ） - 榊ヨウコ 役（主演）
- フライング☆ラビッツ（2008年、東映） - 水野樹 役
- KG カラテガール（2011年、アマゾンラテルナ） - 大橋怜子 役

### ラジオ
- venus island 火曜日パーソナリティ（1999年4月 - 9月、STAR digio Ch.400）
- POP STYLE 火曜日 MODE NIGHT（2002年10月 - 2003年9月、FM FUJI）

### CM
- 日本コカ・コーラ 爽健美茶（2001年）
- 日本リーバ レセナ（2004年）
- 三井住友銀行 アットローン（2005年）
- 東芝テック 企業CM『スイスイ・パフォーマンス篇』（2007年）
- 小林製薬 フェミニーナ軟膏（2010年）

## 写真集
- Paradise -きっと、神様の作品。-（1999年、BuryLiving）ISBN 978-4921068257
- aqua ‐ 水の在り処 -（2001年、彩文館出版）ISBN 978-4916115621
- The Internet Movie UMI VIDEO - MAKING PHOTOGRAPHS（2001年、KSS出版）ISBN 978-4877095154
- thanks（2004年、ワニブックス）ISBN 978-4847028045

## DVD
- フジテレビ『超V.I.P.』PRESENTS『フレッシュタレント名鑑 The Year 2000』（2000年、ポニーキャニオン）
- 海ビデオ 海の記憶とビデオの記録（2001年、KSS出版）
- うっぷすメイキング『海ビデオ』（2001年、KSS出版）

## CD
- SWEETEST BLUE （1999年、徳間ジャパン、TKDA-71644）
  1. SWEETEST BLUE フィリピン政府観光局タイアップ
    - 作詞:上村洋史 作曲:前田和彦 編曲:前田和彦

  2. 虹の時間
    - 作詞:志朶美波 作曲:前田和彦 編曲:前田和彦

  3. SWEETEST BLUE - オリジナル・カラオケ -
  4. 虹の時間 - オリジナル・カラオケ -